# Дзаппала, Сальваторе
Сальвато́ре Дзаппала́ (итал. Salvatore Zappalà; 1893 — 2 июля 1942, Эс-Саллум, Египет) — итальянский офицер, танкист во время Второй мировой войны. Кавалер высшей награды Италии за подвиг на поле боя — золотой медали «За воинскую доблесть» (1942, посмертно).

## Биография
Родился в 1893 году в коммуне Петралия-Соттана.
Принимал участие во Второй итало-эфиопской войне, гражданской войне в Испании, итало-греческой войне.
Во время Второй мировой войны подполковник Сальваторе Дзаппала участвовал в первом сражении при Эль-Аламейне в должности командира 51-го танкового батальона M13/40 133-го танкового полка 133-й танковой дивизии «Литторио».
30 июня 1942 года был тяжело ранен в бою вблизи местечка Телль эль-Даба, Египет.

Самый яркий образ героя всех войн, начиная с 1915 года, который, в конечном счёте, стал танкистом по специальности и символом. В Африке, командир батальона танков М13, получив приказ атаковать танки противника, действующие на левом фланге дивизии, несмотря на техническое и численное преимущество противника, благодаря отчаянной храбрости и огромному самопожертвованию, он на близкой дистанции сумел завязать бой с противником и обезопасить дальнейшее продвижение танковой колонны дивизии. Не дрогнув, под ожесточённым артиллерийским огнём противника и, несмотря на ранение, героически вёл неравный бой, пока не упал среди одиннадцати своих горящих машин.
— Эль Даба, Египет (Северная Африка), 30 июня 1942.
Оригинальный текст (итал.)Figura fulgidissima di eroe che in tutte le guerre dal 1915 in poi ha dato continue prove di valore divenendo con la specialità carrista un esempio ed un simbolo. In terra d’Africa, comandante di battaglione carri M. 13, ricevuto ordine di attaccare una formazione corazzata avversaria operante sul fianco sinistro dello scaglione avanzato divisionale, nonostante l’inferiorità tecnica e numerica dei suoi carri, con meditata, disperata audacia, conscio del supremo sacrificio cui andava incontro per proteggere la colonna, impegnava a distanza ravvicinata la formazione nemica, riuscendo a trattenerla e dando in tal modo la possibilità alla divisione di proseguire la marcia. Impavido, sotto l’implacabile fuoco delle artiglierie nemiche, sebbene gravemente ferito, persisteva eroicamente nell’impari lotta, fino a che, colpito a morte, cadeva sul campo fra il rogo di ben undici dei suoi carri.

— El Dabà - Egitto (A.S.), 30 giugno 1942.
— Из представления к награде
2 июля 1942 года умер от ран в полевом госпитале № 469 города Эс-Саллум.
Посмертно награждён золотой медалью «За воинскую доблесть».

## Награды
- Золотая медаль «За воинскую доблесть» (1942, посмертно)
- Серебряная медаль «За воинскую доблесть» (15 апреля 1941)
- Бронзовая медаль «За воинскую доблесть» (1 февраля 1939)
- три Креста «За воинскую доблесть» (8 февраля 1937, 30 марта 1939, 8 декабря 1940)